# Uruno Jun
Jun Uruno (sinh ngày 23 tháng 10 năm 1979) là một cầu thủ bóng đá người Nhật Bản.

## Sự nghiệp câu lạc bộ
Jun Uruno đã từng chơi cho Honda, Ventforet Kofu, Roasso Kumamoto, Bangkok United, Air Force AVIA và Ubon UMT United.